# Rüdiger Schnuphase
Rüdiger Schnuphase est un footballeur est-allemand, né le 23 janvier 1954 à Werningshausen, en Thuringe.

## Biographie
En tant que milieu de terrain, il fut international est-allemand (1973-1983) à 46 reprises pour 6 buts.
Il participa à la Coupe du monde de football de 1974, en RFA. Il fut titulaire que dans deux matchs sur les 6 : contre les Pays-Bas et contre l’Argentine.
Il participa aussi aux Jeux olympiques 1980, participant à tous les matchs en tant que titulaire (Syrie, Irak, URSS, Algérie, Espagne, Tchécoslovaquie), marquant un but contre l’Irak à la 4e minute (4-0), et remporte la médaille d’argent. 
Il joua dans deux clubs : FC Rot-Weiss Erfurt et FC Carl Zeiss Iéna. Il ne remporta rien avec le premier, mais avec le second, il remporte la Coupe d'Allemagne de l'Est de football en 1980, fut second en championnat de RDA en 1981 et fut finaliste de la Coupe d'Europe des vainqueurs de coupe en 1981, battu en finale par le FC Dinamo Tbilissi (1-2).
En 1982, il est élu meilleur joueur de l’année en RDA.

## Clubs
- 1971-1977 :  FC Rot-Weiss Erfurt
- 1977-1984 :  FC Carl Zeiss Iéna
- 1984-1986 :  FC Rot-Weiss Erfurt

## Palmarès
- Coupe d'Allemagne de l'Est de football
  - Vainqueur en 1980
- Coupe d'Europe des vainqueurs de coupe
  - Finaliste en 1981
- Championnat de RDA de football
  - Vice-champion en 1981
- Meilleur est-allemand de l'année
  - Meilleur footballeur est-allemand en 1982
- Jeux olympiques
  - Médaille d'argent en 1980